# Escantini (tribú)
Escantini (en llatí Scantinius) va ser un magistrat romà.
Va ser elegit tribú de la plebs, però en un any desconegut. Va proposar una llei, la llei Scantinia, per suprimir els crims no naturals (pederàstia, homosexualitat, etc.). Sembla que la llei va ser proposada l'any 227 aC. Alguns suposen que aquesta llei deu al seu nom a Gai Escantini Capitolí, però és improbable que la llei fos proposada per una persona justament acusada d'aquest delicte. En virtut d'aquesta llei Marc Celi Ruf va presentar una acusació contra Appi Claudi.